# 基利治·恩華卡里
基利治·恩華卡里 （英語：Kelechi Nwakali，1998年6月5日—），是一名尼日利亞職業足球員，目前為自由球員。司職中場。

## 球員生涯

### 阿仙奴
2016年1月，阿仙奴曾邀請恩華卡里進行試訓。8月5日，恩華卡里於自己的Twitter公佈自己加盟阿仙奴。次日，阿仙奴官方宣佈恩華卡里加盟球隊，簽下5年合約，轉會費為約300萬鎊，並將外借至其他球隊吸收經驗。

### MVV馬斯特里赫特（外借）
2016年9月16日，恩華卡里被阿仙奴外借至荷蘭乙組足球聯賽的MVV马斯特里赫特，為期1年，在同日首次為MVV馬斯特里赫特上陣，在聯賽對陣阿積士青年隊。恩華卡里於第92分鐘後備入替，最終球隊以1比0小勝。12月9日，他在聯賽對陣迪加史卓普時，攻入首個入球，協助球隊以2比0勝出。

## 國家隊
於2013年U17世界盃足球賽舉行前，恩華卡里曾入選尼日利亞U17的初選名單，但未有入選最終大軍名單。

### 2015年U17世界盃
恩華卡里於2015年U17世界盃足球賽中成為球隊的隊長，並在2015年10月17日，首次代表尼日利亞U17上陣，對手為美國U17，協助尼日利亞U17以2比0取得勝利。於整項賽事中，他攻入3球，助攻3次，協助球隊贏得該年的冠軍，而他亦獲得賽事的金球獎。

## 統計數字

### 球會
（截至2016年9月20日）
| 球會                    | 賽季        | 聯賽     | 聯賽 | 聯賽 | 足總盃 | 足總盃 | 聯賽盃 | 聯賽盃 | 歐洲賽事 | 歐洲賽事 | 其他 | 其他 | 總計 | 總計 |
| 球會                    | 賽季        | 聯賽     | 出場 | 入球 | 出場   | 入球   | 出場   | 入球   | 出場     | 入球     | 出場 | 入球 | 出場 | 入球 |
| ----------------------- | ----------- | -------- | ---- | ---- | ------ | ------ | ------ | ------ | -------- | -------- | ---- | ---- | ---- | ---- |
| MVV馬斯特里赫特（外借） | 2016–17賽季 | 荷乙     | 10   | 1    | 0      | 0      | 0      | 0      | 0        | 0        | 0    | 0    | 10   | 1    |
| 生涯總計                | 生涯總計    | 生涯總計 | 10   | 1    | 0      | 0      | 0      | 0      | 0        | 0        | 0    | 0    | 10   | 1    |

## 個人
恩華卡里有一名同為足球員的哥哥，名為切達比·恩華卡里（Chidiebere Nwakali），現效力另一支英超球會曼城的青年軍，曾獲得2013年U17世界盃足球賽冠軍。

## 榮譽

### 國家隊
尼日利亞 U17
- U17世界盃足球賽：2015年

### 個人
- U17世界盃足球賽金球獎：2015年

## 外部連結
- Goal.com資料 （页面存档备份，存于）
- FIFA官網資料 （页面存档备份，存于）
- Transfermarkt.com資料 （页面存档备份，存于）